# Hành lý

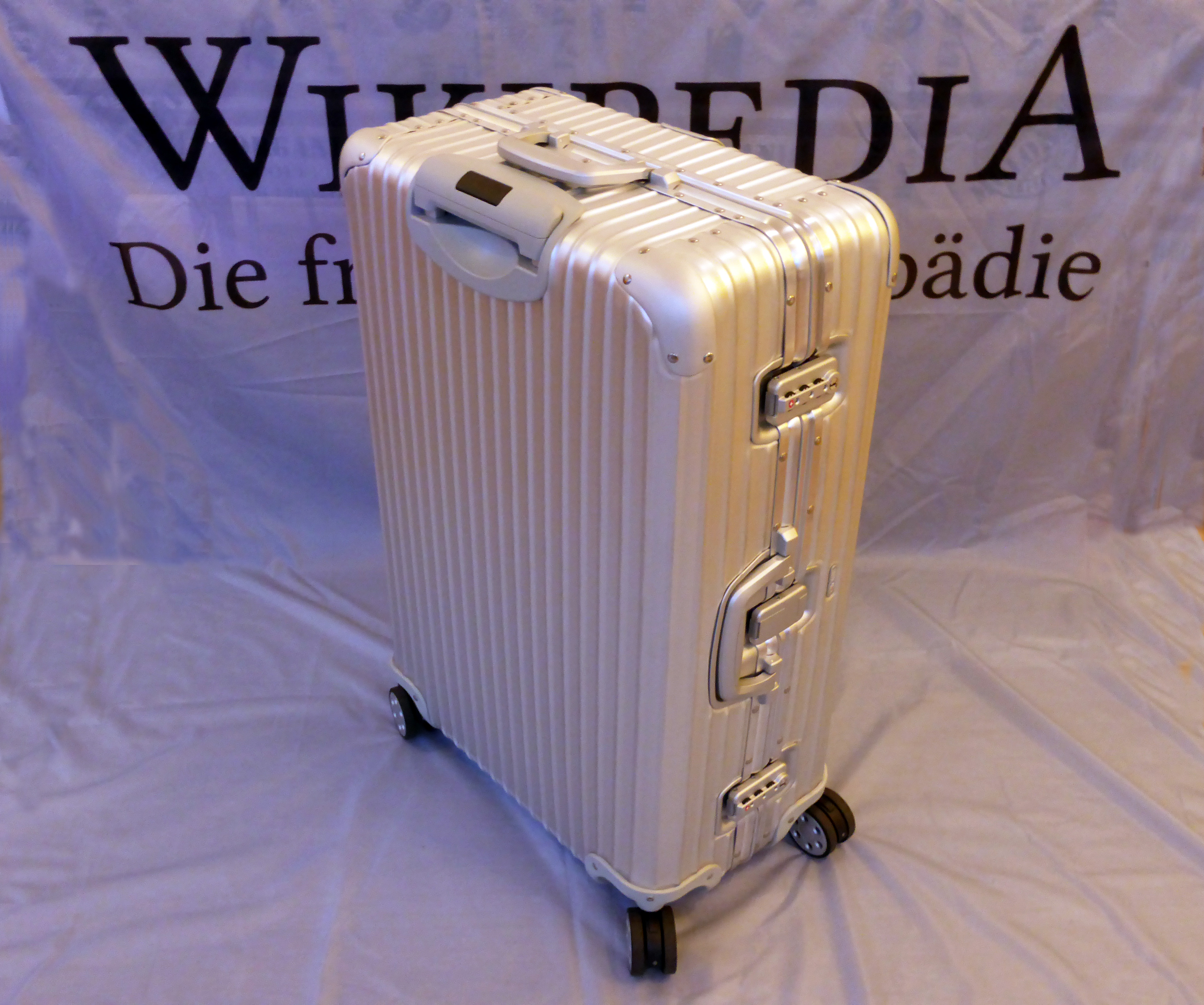
Một chiếc vali điển hình được sử dụng để đi du lịch

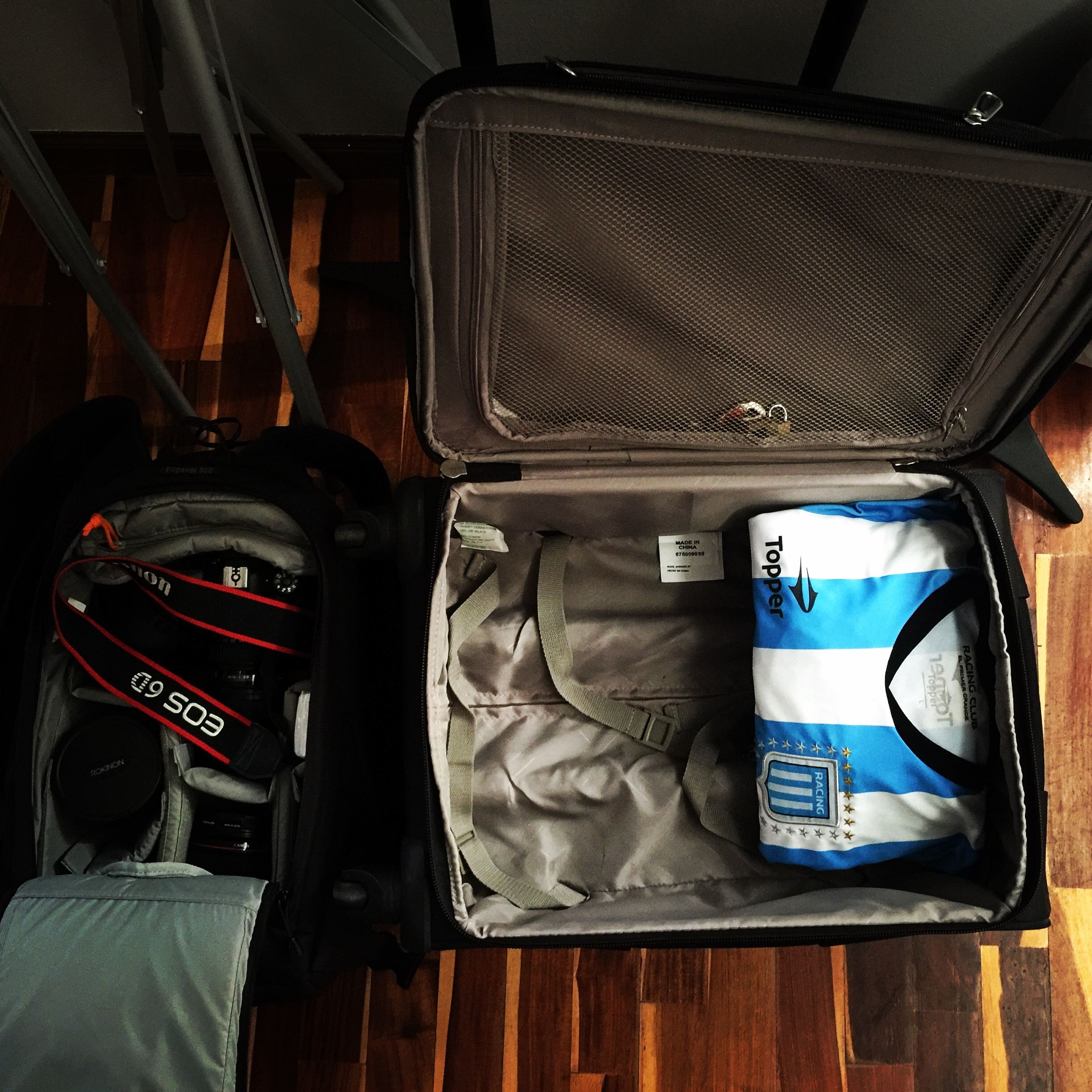
Bên trong một vali hành lý điển hình

Hành lý hoặc hành lí bao gồm túi xách, va li, và container mà giữ đồ dùng cá nhân của du khách trong khi các du khách đang quá cảnh. Một du khách hiện đại có thể được dự kiến sẽ có các gói chứa quần áo, đồ dùng vệ sinh, tài sản nhỏ, nhu yếu phẩm cho chuyến đi. Trong chuyến trở về, khách du lịch có thể chứa quà lưu niệm và quà tặng trong hành lý. Đối với một số người, hành lý và kiểu dáng của nó là đại diện cho sự giàu có và địa vị của chủ sở hữu. Hành lý được thiết kế để bảo vệ các vật dụng trong quá trình di chuyển, bằng vỏ cứng hoặc vật liệu mềm bền. Hành lý thường chia thành các khu vực hoặc bộ phận bên trong để hỗ trợ bảo vệ vật phẩm. Tay cầm thường được gắn vào hành lý để thuận tiện cho việc mang theo, và một số hành lý có thể có bánh xe và/hoặc tay cầm dài hoặc dây xích để giúp di chuyển chúng dễ dàng hơn.
Hành lý, hoặc tàu chở hành lý, cũng có thể đề cập đến tàu của người và hàng hóa, cả về quân sự và mang tính chất cá nhân, thường đi kèm theo quân đội trong thời tiền hiện đại khi chiến dịch quân sự diễn ra.

## Tổng quan
Hành lý đã thay đổi theo thời gian. Trong lịch sử các loại hành lý phổ biến nhất là rương làm bằng gỗ hoặc các vật liệu nặng khác. Chúng sẽ được vận chuyển bởi các máy động lực chuyên nghiệp. Kể từ sau Thế chiến thứ hai, những chiếc vali và túi xách nhỏ hơn và nhẹ hơn có thể được cá nhân mang theo đã trở thành hình thức hành lý chính.

## Các loại hành lý

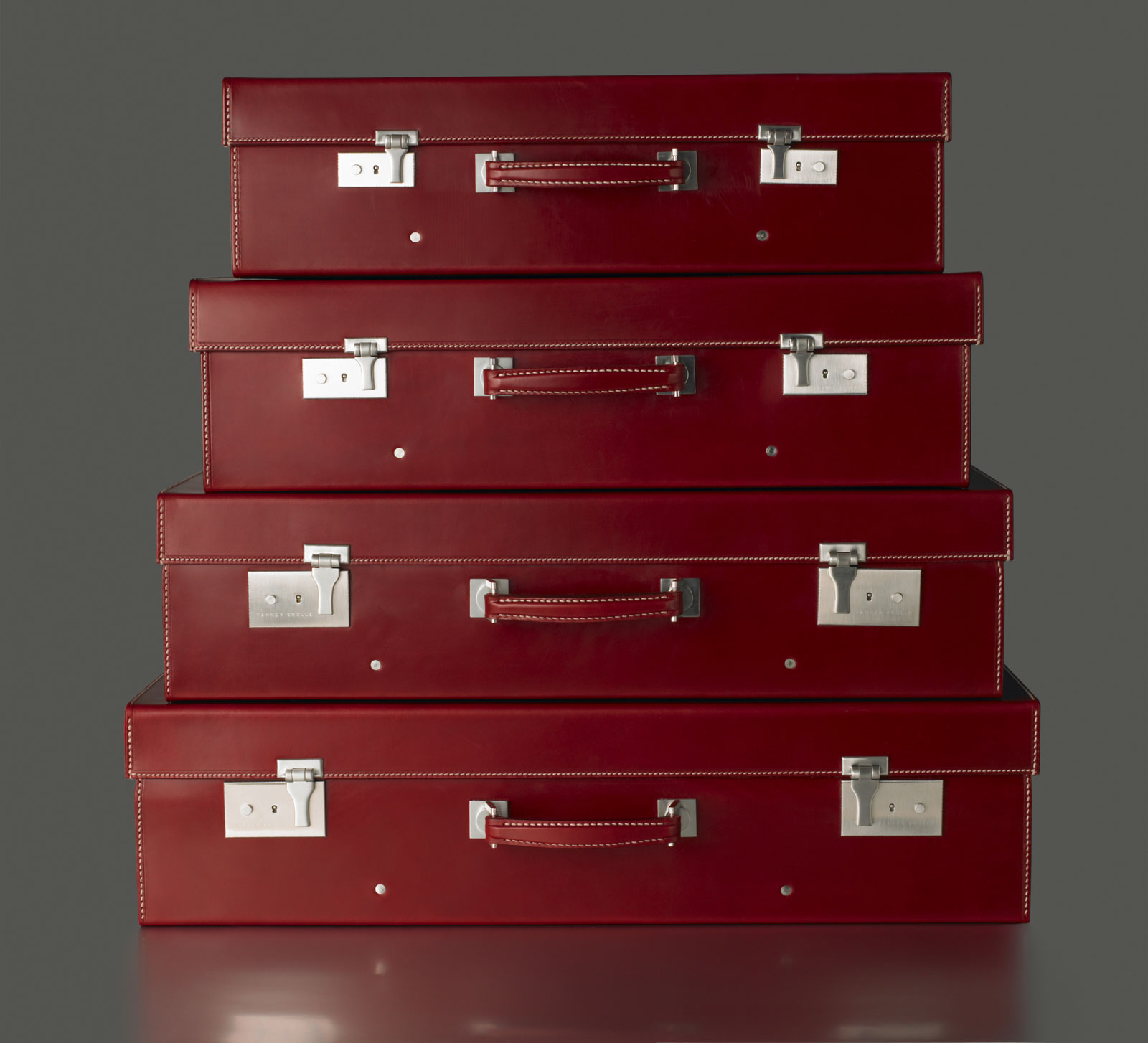
Một bộ vali tùy chỉnh (bespoke)

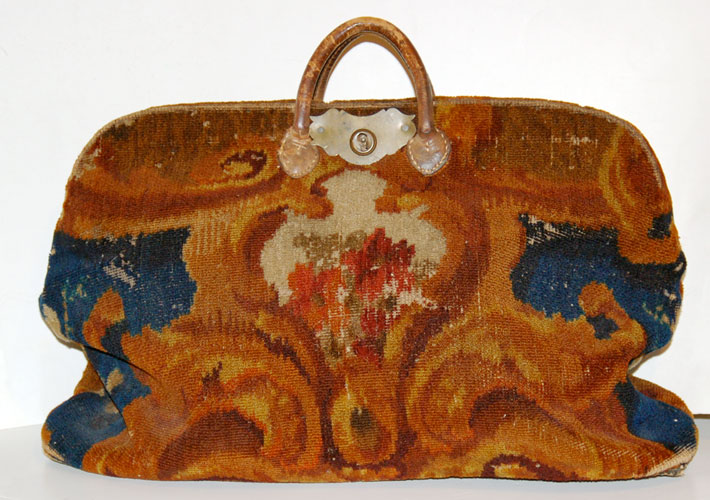
Túi thảm

- Rương (trunk) - Một hộp gỗ, thường lớn hơn nhiều so với các loại hành lý khác. Rương có kích thước nhỏ hơn như trong trường hợp của bệ khóa chân và những cái lớn hơn được gọi là nồi hấp. Ngày nay, thân cây thường được sử dụng để lưu trữ hơn là vận chuyển. Các mặt hàng đủ lớn để cần đến rương bây giờ thường được vận chuyển trong các va li vận chuyển. Một số nhà sản xuất trunk nổi tiếng là Louis Vuitton, Goyard, Moynat, MM Secor và Leatheroid.
- Vali - Hành lý có bánh xe hoặc không có bánh xe, cũng như hành lý bên mềm hoặc cứng.
- Túi may - Một kiểu hành lý có thể tự gập lại để cho phép hàng may mặc dài như bộ quần áo hoặc váy được đóng gói phẳng để tránh nhàu. Túi may có cả hai kiểu bánh xe và không có bánh xe, và thường là một trong những túi lớn nhất trong bất kỳ bộ hành lý nào
- Túi tote - Một chiếc túi nhỏ, thường đeo trên vai
- Túi vải thô - Một chiếc túi hình thùng, hầu như chỉ mềm mại, rất phù hợp với du lịch thông thường, bên trong có ít đồ.
- Túi thảm - hành lý du lịch truyền thống làm từ thảm.
- Đóng gói hình khối - Túi hình chữ nhật nhỏ có kích cỡ khác nhau và màu sắc khác nhau được tạo ra để giữ hành lý ngăn nắp và tiết kiệm không gian
- Túi kiểm tra cổng - Túi được thiết kế đặc biệt để bảo vệ các mục kiểm tra cổng thường xuyên, chẳng hạn như xe đẩy và ghế xe hơi